# Ultra Low Floor

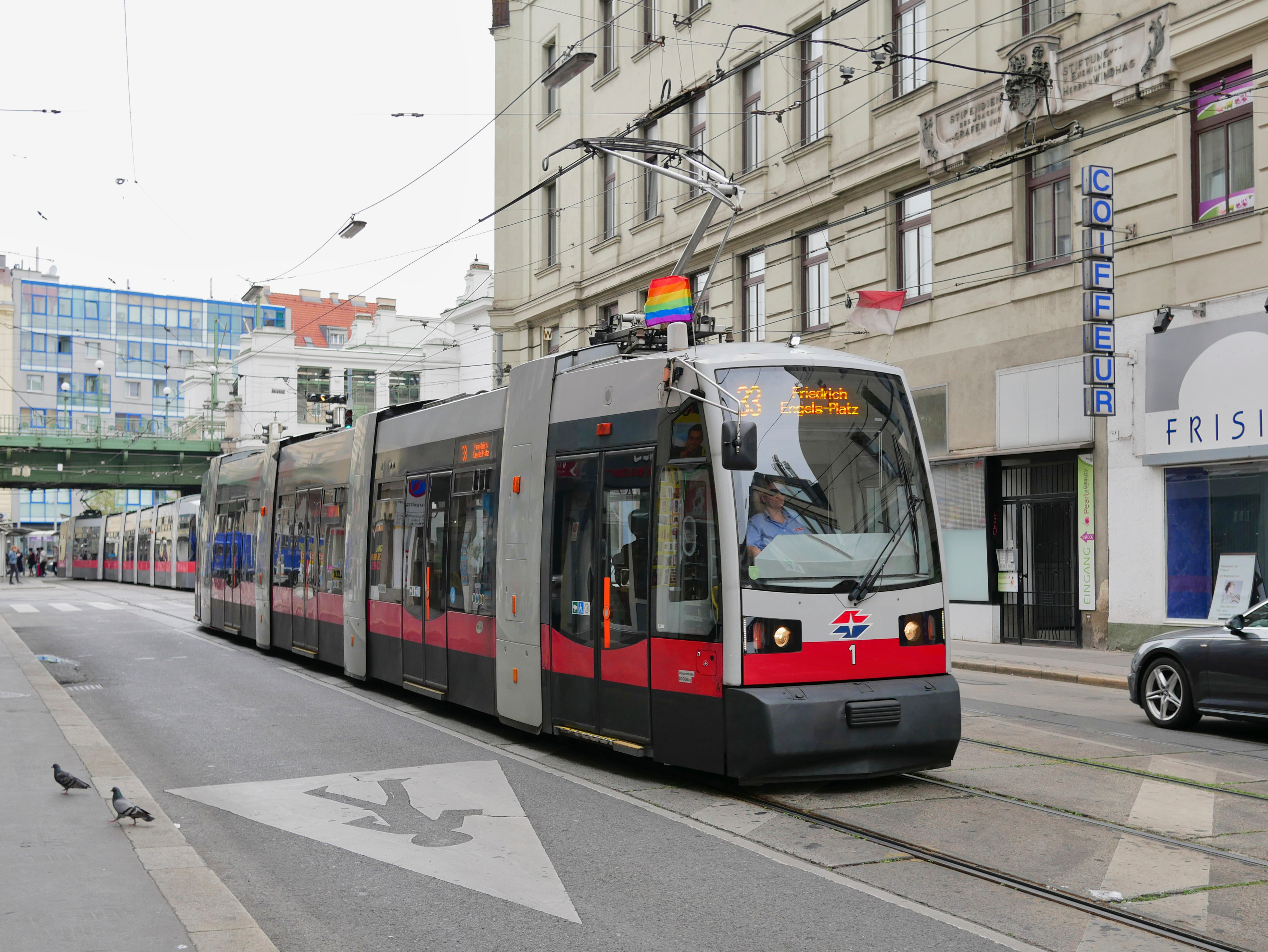
ULF Nr. 1 in der Josefstädter Straße

Der ULF (Abkürzung für Ultra Low Floor, englisch für „Niedrigstflur“) ist ein Niederflur-Straßenbahnfahrzeug, das von SGP Verkehrstechnik GmbH und ELIN EBG Traction (später übernommen von Siemens) für die Wiener Linien entwickelt wurde. Der ULF zeichnet sich durch seine achsfreien Fahrwerke und eine der niedrigsten Einstiegshöhen weltweit bei Straßenbahnen aus. Weitere achsfrei konstruierte Straßenbahnfahrzeuge (mit anderer Radanordnung) sind Variobahn, Combino, Cobra-Tram und TMK 2200. Für Wien und Oradea wurden in den Jahren 1994 bis 2017 insgesamt 342 Züge des Typs ULF gebaut.

## Entwicklung der Fahrzeugtype

### Der Wiener ULF
Im Jahr 1989 beschloss die Stadt Wien die Beschaffung von Niederflur-Straßenbahnfahrzeugen, deren Innenräume weder über Stufen noch Podeste oder zu steile Rampen verfügen sollten. Zu ersten Testzwecken wurde im selben Jahr ein Triebwagen der Type E1 mit einem Drehstromantrieb ausgerüstet, der ab 1992 im Fahrgastbetrieb eingesetzt wurde. Ein Konsortium der Unternehmen SGP Verkehrstechnik GmbH (heute Siemens) und ELIN EBG Traction (Tochterunternehmen von VA Tech, die wiederum ebenfalls von Siemens übernommen wurde) entwickelte daraufhin ein neuartiges Fahrzeugkonzept, das in einem Versuchsträger getestet werden sollte. Hierfür wurde in einen C2-Beiwagen ein Niederflur-Mittelteil mitsamt den neuartigen Gelenkportalen eingesetzt, an einen E1-Triebwagen gekuppelt und im Netz erprobt. Das zu Beginn noch antriebslose Konstrukt wurde im Folgenden mit eigenen Fahrmotoren ausgestattet und im Jahr 1991 der Öffentlichkeit präsentiert. Die erfolgreichen Testfahrten veranlassten SGP und Elin den vorderen Beiwagenteil durch ein voll-funktionstüchtiges Kopfteil zu ersetzen, sodass der nun erweiterte Versuchsträger fortan autark betrieben werden konnte. Dieses Kopfteil wurde von Porsche Design gestaltet.

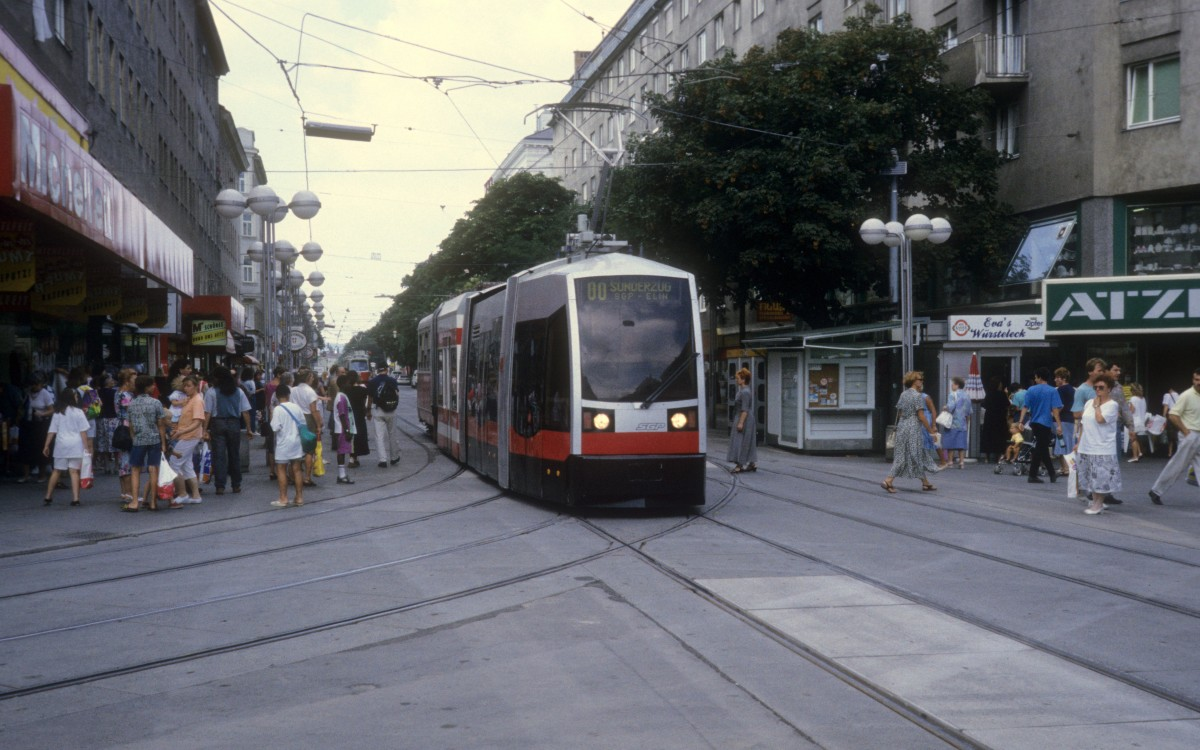
Der erweiterte Versuchsträger, 1994

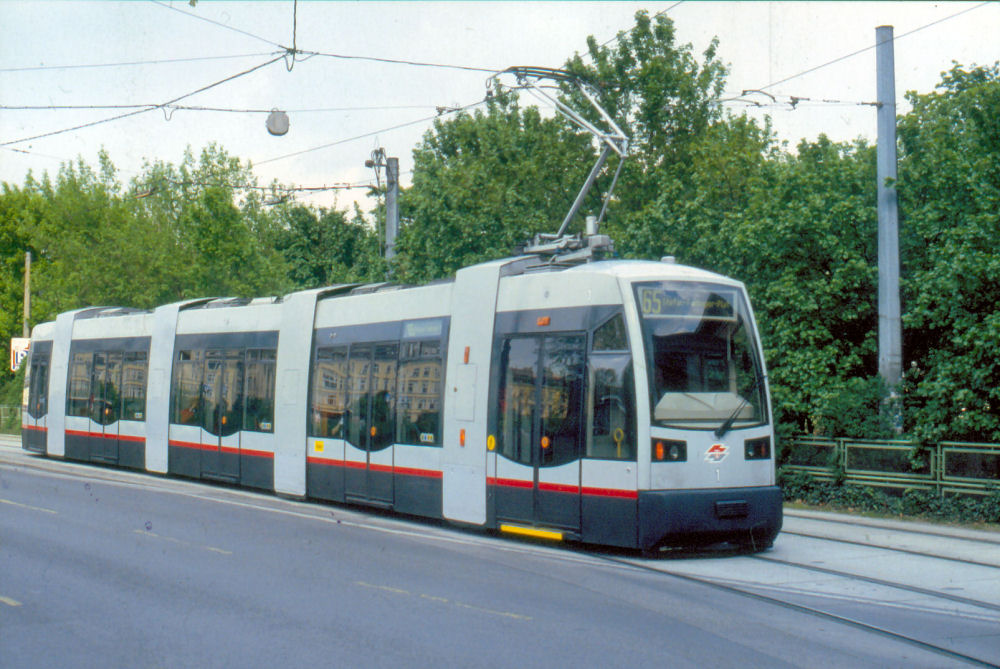
A 1 in der ursprünglichen Lackierung, 1998

1992 wurde dann die Entscheidung zugunsten des neuen Fahrzeugtyps verkündet, der im Jahr 1994 mit dem Bau der Prototypwagen (ein Kurz- sowie ein Langzug) in die Fertigung ging. Der erste Wagen konnte im März 1995 an die Wiener Linien übergeben werden, die ihn im Folgenden weiteren Test- und Abnahmefahrten unterzogen. Auch seitens SGP wurden an dem Zug weitere Änderungen durchgeführt. Der offizielle Rollout von ULF-Nr. 1 (Kurzzug, Typ A) und 601 (Langzug, Typ B) war am 18. Mai 1995. Das Außendesign der Fahrzeuge entwarf wieder Porsche Design und wurde im Vergleich zu dem des Versuchsträgers verfeinert. Hauptaugenmerk legten die Designer jedoch nicht auf eine aerodynamische Form, vielmehr sollte die „Gelenkigkeit“ der Konstruktion herausgearbeitet werden. Das Erscheinungsbild der Züge blieb im Wesentlichen über die gesamte Produktionszeit unverändert. Nur Wagen 1 trug ursprünglich ein abgewandeltes Lackierungsschema mit einem höheren Grauanteil. Beide Züge wurden im Folgenden im regulären Fahrgastbetrieb eingesetzt. Im November 1996 beauftragten die Wiener Linien schließlich SGP mit dem Bau der Serienwagen, wobei der erste Zug erst Ende 1997 übergeben werden konnte. Weitere Verzögerungen folgten im Laufe des Zulassungsverfahrens, das erst rund ein Jahr später mit der Inbetriebnahme seinen Abschluss fand. Die beiden Prototypwagen wurden bis 2002 auf Serienstand gebracht, was einem Neubau der Züge glich.
Noch vor der vollständigen Auslieferung der ersten Tranche im Jahr 2005 (insgesamt 150 Einheiten), orderten die Verkehrsbetriebe weitere 150 Wagen desselben Typs. Die Auslieferung der zweiten Serie an die Wiener Linien begann am 18. Jänner 2007. Diese Züge waren dann erstmals am 26. November 2007 auf der mittlerweile eingestellten Linie 58 unterwegs. Sie waren sowohl optisch als auch technisch überarbeitet. Aus Fahrgastsicht sind dabei der Einbau einer Temperaturabsenkungsanlage, ein neues Interieur und verbesserte Zielanzeigen hervorzuheben. Unabhängig davon wurden aber auch während der laufenden Auslieferung beider Tranchen Änderungen an den Fahrzeugen vorgenommen (siehe dazu die Abschnitte Ausstattung und Fahrzeugtechnik). Die langwierigen Genehmigungsverfahren verzögerten jedoch erneut die Inbetriebnahme der Züge. Nach den neuen Kurzzügen (geführt als Typ A1) kamen 2009 schließlich auch die ersten neuen Langzüge (Typ B1) in den Bestand. Sie verkehrten am 6. Juli 2009 zum ersten Mal auf der Linie 43. Bereits 2004 sicherte man sich die Option auf weitere 150 ULF-Straßenbahnwagen, von denen letztlich aber nur 30 Langzüge geordert wurden. 
Der letzte ULF (Nr. 801) wurde Ende Juni 2017 an die Wiener Linien übergeben. Inklusive der beiden Prototypen wurden für Wien insgesamt 332 Züge dieses Typs gebaut.

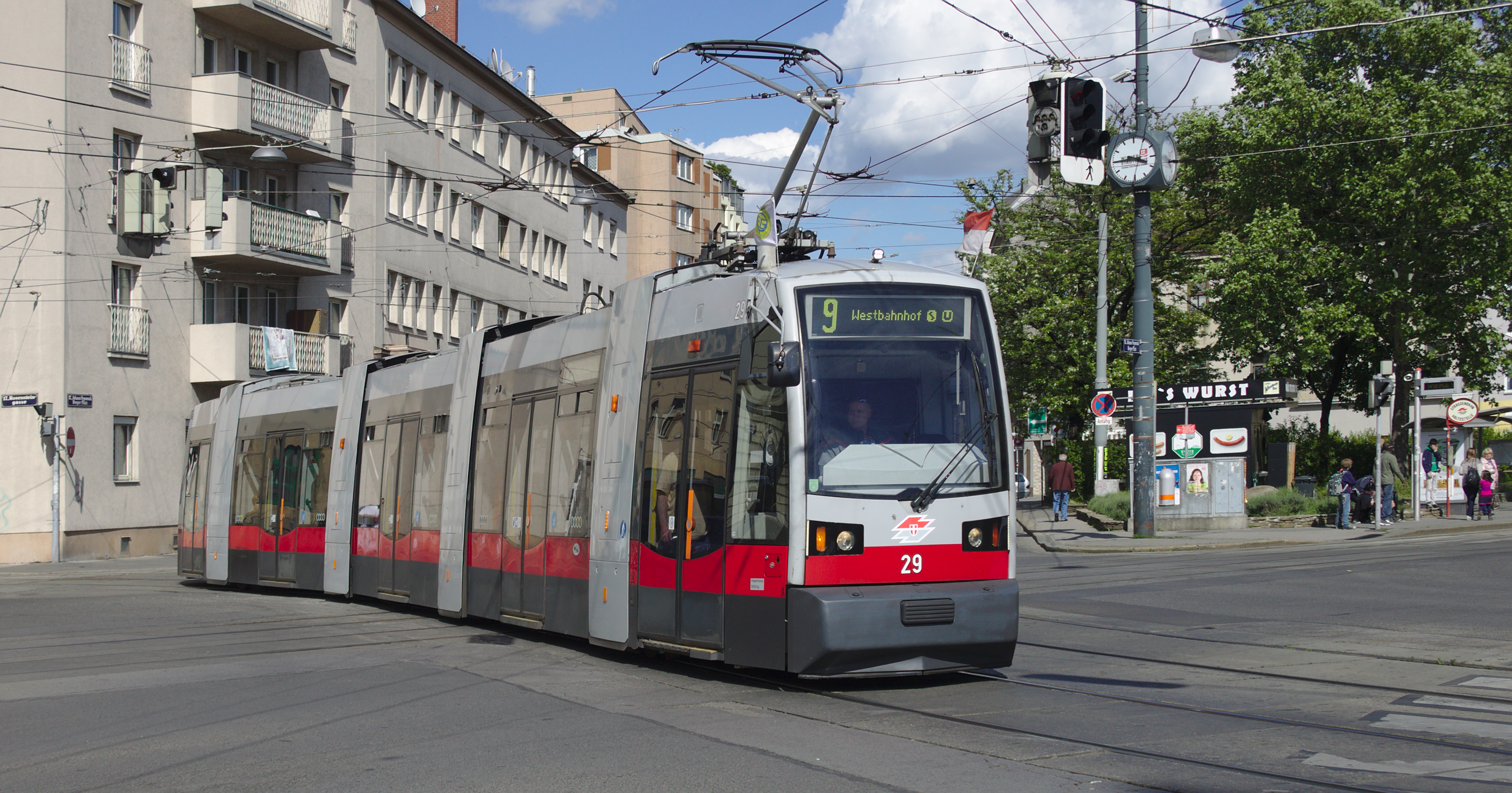
Kurzer ULF (Type A) der ersten Generation in Wien
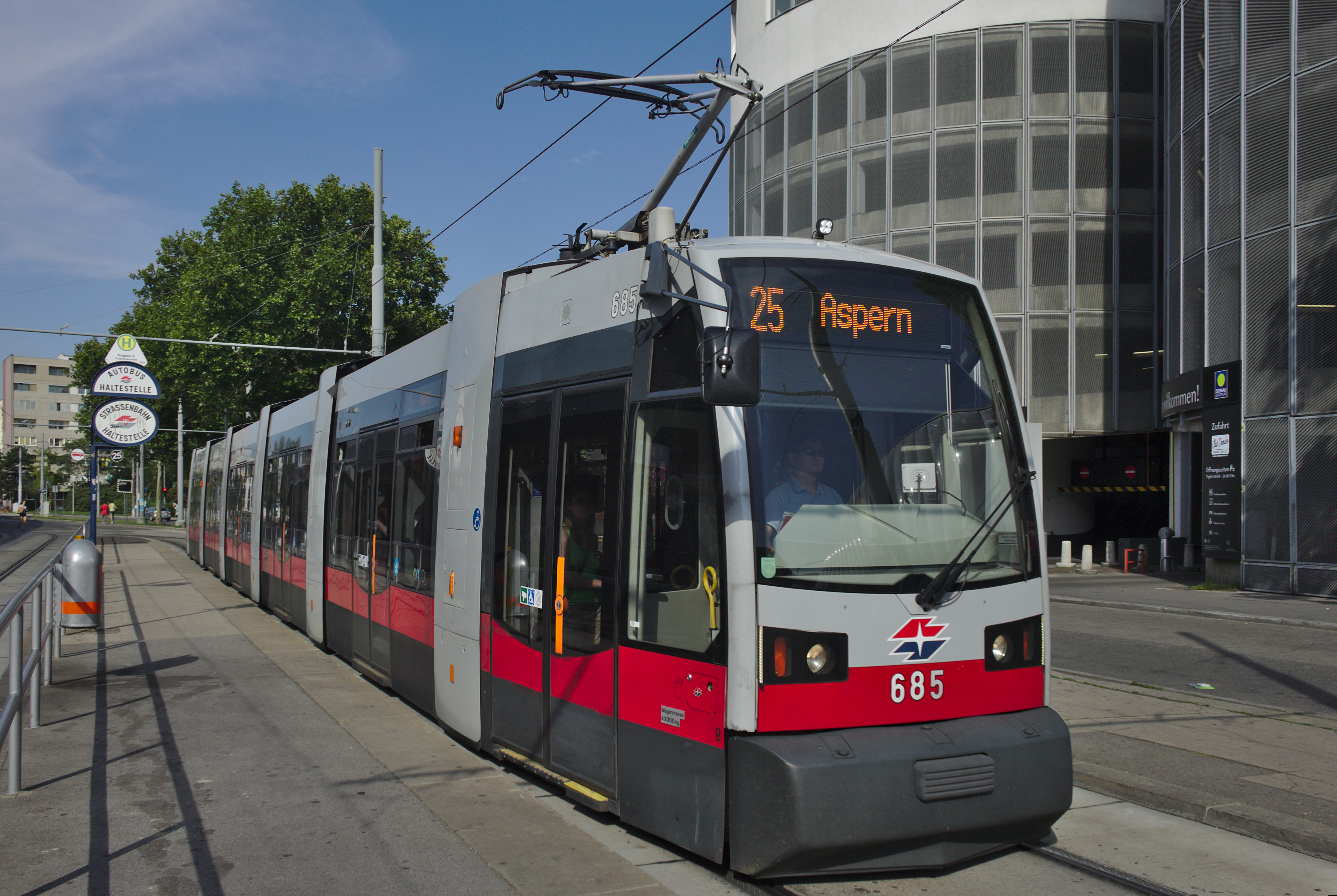
Langer ULF (Type B) der ersten Generation in Wien
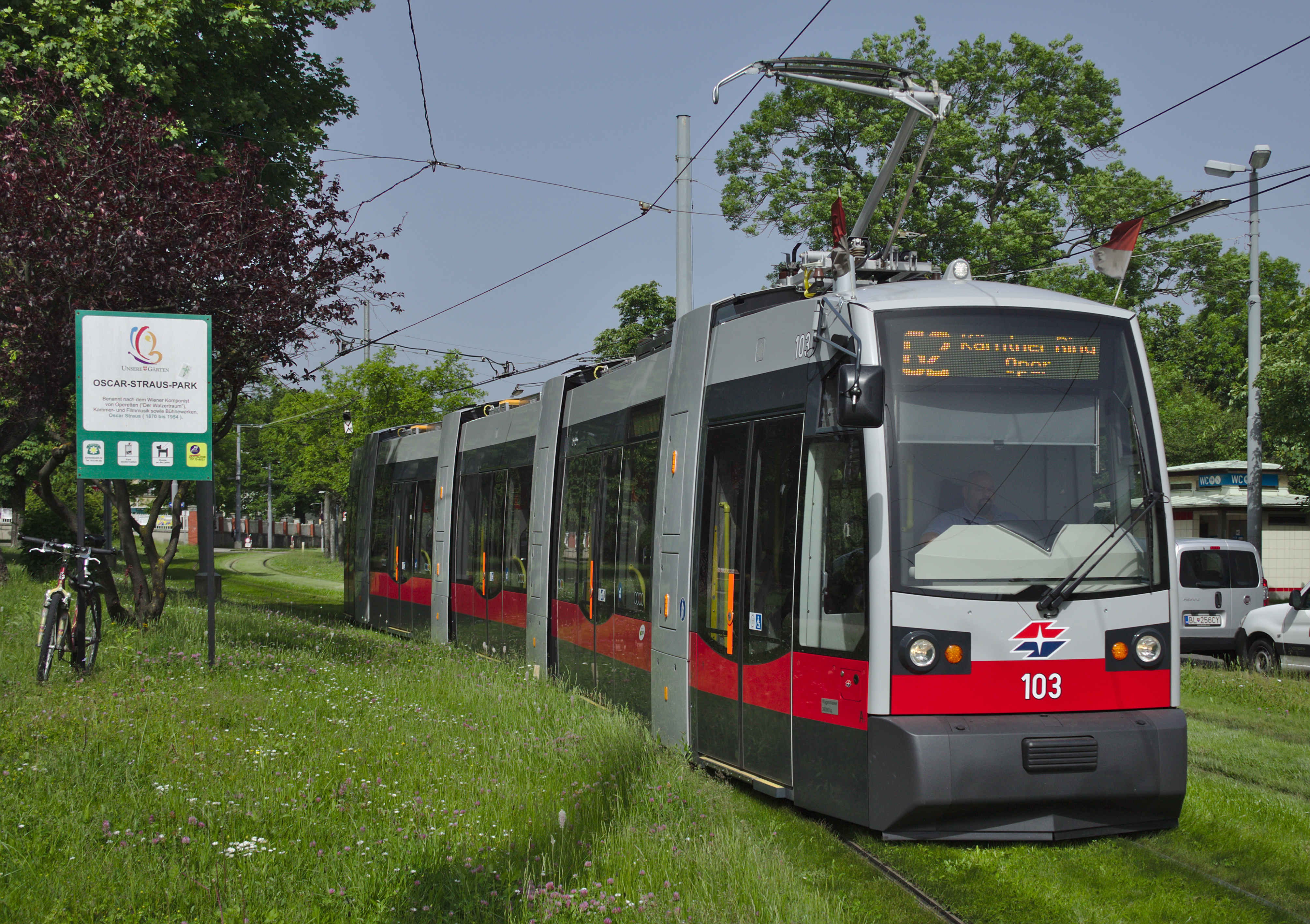
Kurzer ULF (Type A1) der zweiten Generation in Wien
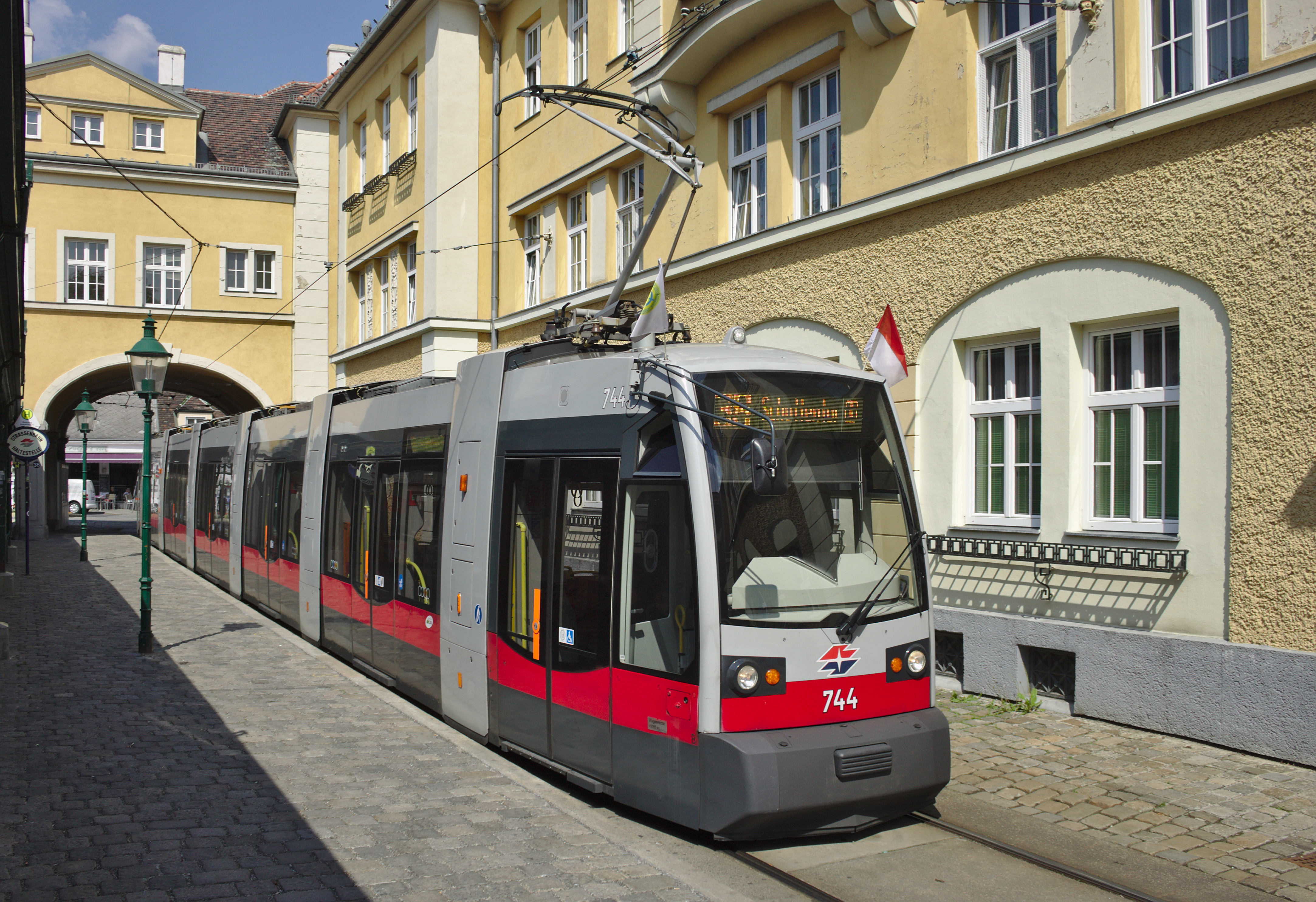
Langer ULF (Type B1) der zweiten Generation in Wien

#### Nachfolgemodell
Im Herbst 2013 schrieben die Wiener Linien die Beschaffung der nächsten Fahrzeuggeneration neu aus. Ende 2014 wurde dann die Bestellung von 119 Einheiten des Bombardier Flexity bekanntgegeben. Die Auslieferung soll in den Jahren 2018 bis 2026 erfolgen. Die Order mit einem Auftragsvolumen von 562 Millionen Euro umfasst auch einen Wartungsvertrag und eine Option auf weitere 37 Einheiten. Der Vergabe vorangegangen war eine erfolglose Beschwerde der unterlegenen Firma Siemens gegen die Entscheidung beim Verwaltungsgericht Wien. Beim Flexity Wien handelt es sich wie beim Flexity Berlin um eine maßgeschneiderte Spezialanfertigung mit 215 mm Einstiegshöhe. Geordert wurden ausschließlich Langzüge mit einer Länge von 34 Metern.

### Der ULF in anderen Städten
Im Anschluss an die InnoTrans 2004 in Berlin fuhr der dort ausgestellte Wagen einige Tage zu Demonstrationszwecken im Berliner Straßenbahnnetz. Außerdem waren 2005 zwei ULF einige Tage bei der Straßenbahn Graz zu Testzwecken unterwegs sowie 2001 ein Zug bei der Straßenbahn München. Im Rahmen des UITP Light Rail Kongresses 2004 in Dresden wurde ebenso ein Zug präsentiert.
Als einzige Stadt neben Wien entschied sich im Jänner 2008 die rumänische Verkehrsgesellschaft Oradea Transport Local für den Erwerb von zehn ULF-Fahrzeugen für die Straßenbahn Oradea. Die Züge wurden aus der für Wien laufenden Produktion entnommen und entsprechen somit zur Gänze der dort eingesetzten Type A1. Sie wurden in den Jahren 2008 und 2009 ausgeliefert. Der Auftrag hatte einen Wert von circa 27,5 Millionen Euro.

## Fahrzeugtechnik

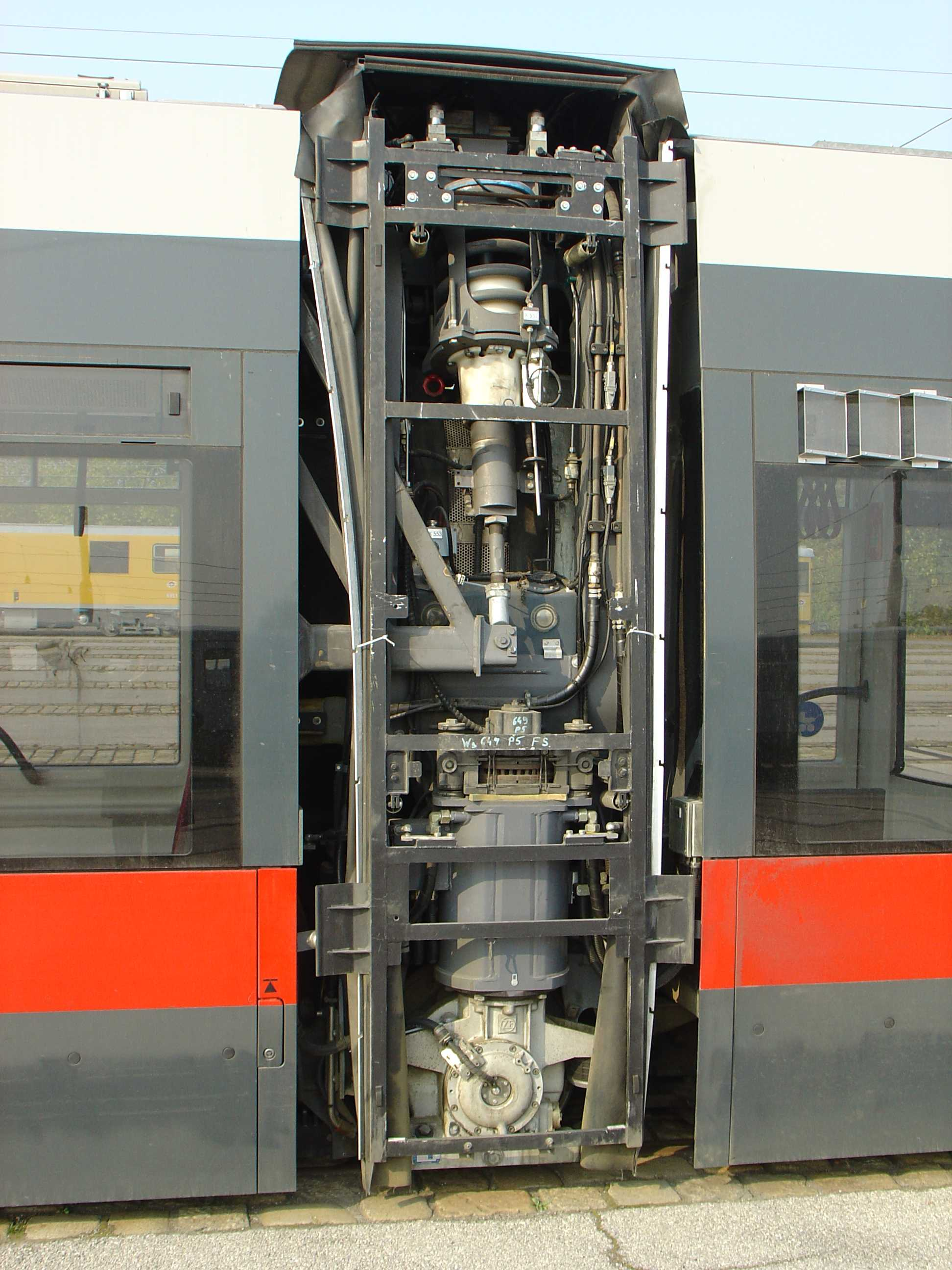
Geöffneter Portalrahmen mit Einblick in die Antriebseinheit (Typ B)

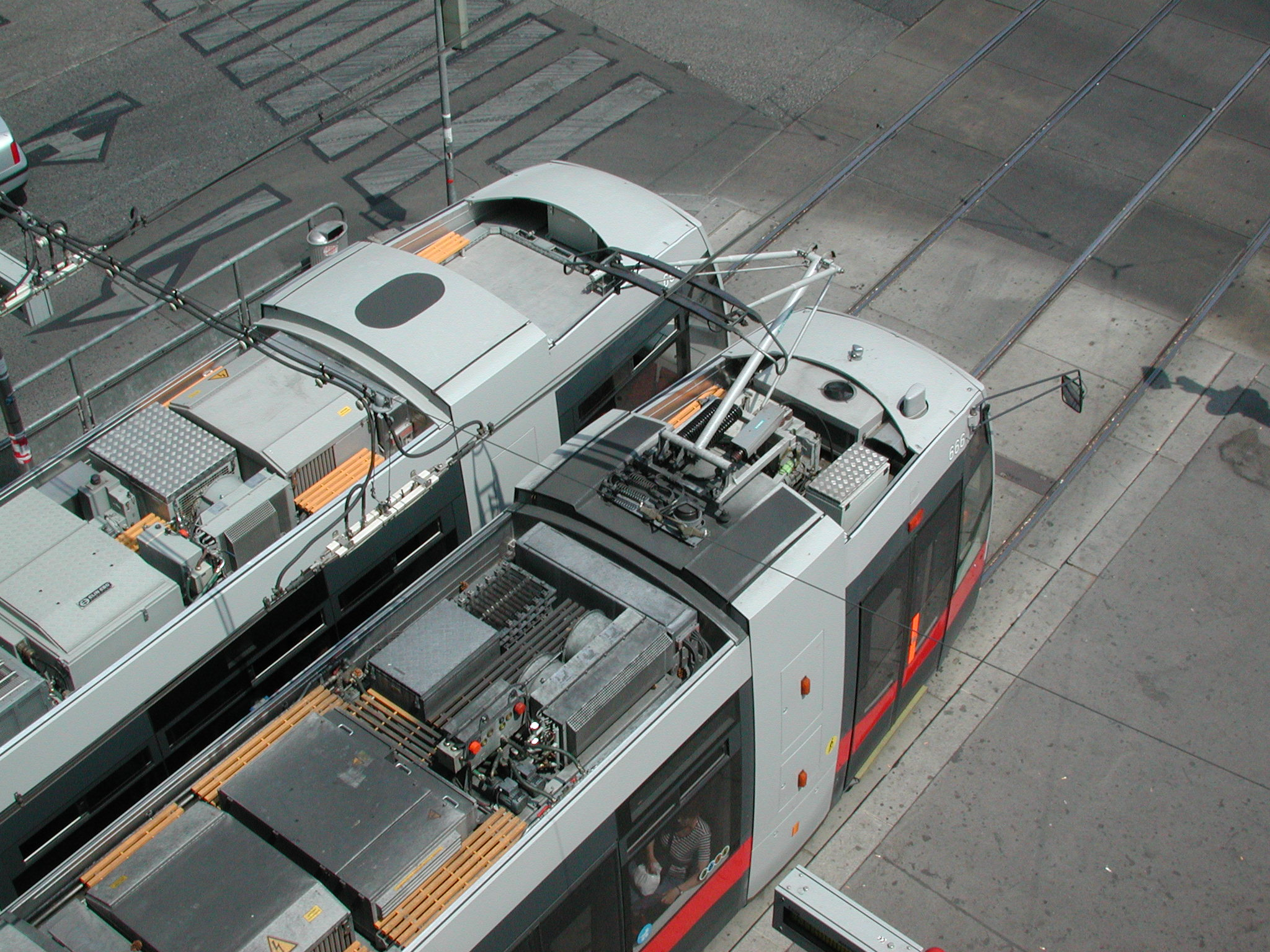
Dachausrüstung zweier ULF (Typ B)

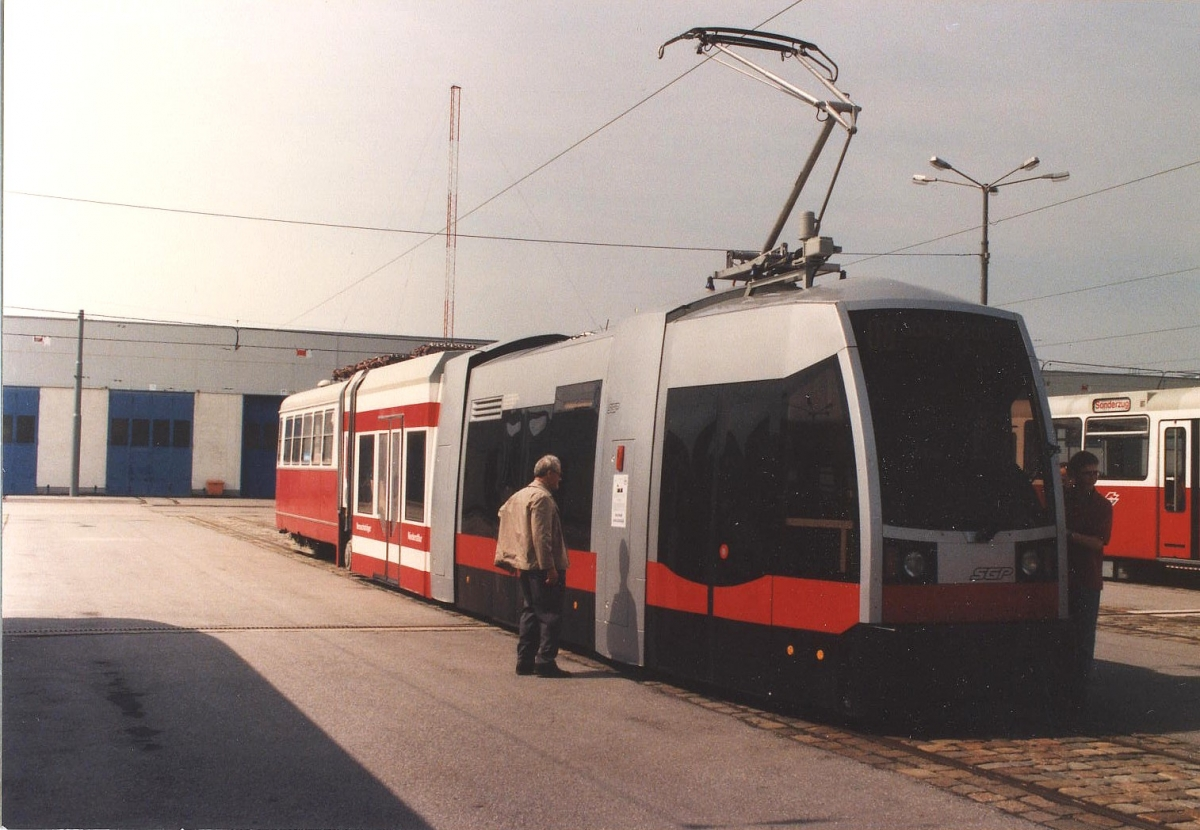
ULF-Versuchsträger im Jahr 1994

Der ULF ist ein durchgängig niederfluriges Einrichtungsfahrzeug. Der Boden des Fahrzeuginnenraums ist dabei so niedrig, dass er in etwa in einer Ebene mit dem Gehsteig liegt, sofern dieser eine Bordsteinkante aufweist. Der Einstieg liegt auf 197 Millimeter über der Schienenoberkante, der durchgehende Wagenboden 220 Millimeter über der Schienenoberkante, also jeweils etwa 100 Millimeter niedriger als bei herkömmlichen Niederflurfahrzeugen.
Die niedrige Einstiegshöhe und der über die gesamte Fahrzeuglänge durchgehend niedrige Wagenboden machen den Einsatz von Achsen, die die Räder an beiden Wagenseiten verbinden, unmöglich. Stattdessen wurde ein völlig neu konzipiertes Fahrwerk entwickelt, bei dem die Achsen durch eine elektronische Steuerung der Fahrmotoren ersetzt werden mussten. Die Hilfsaggregate des Triebwagens sind großteils auf dem Wagendach untergebracht. Das gesamte Fahrzeug besteht aus einer Abfolge von sogenannten Modulen (Wagenkastensegmenten) und Portalen (Gelenkverbindungen), wobei die einzelnen Module gelenkig miteinander verbunden sind. Je ein Modul ist an einem Portal aufgehängt, das nächste an diesem aufgesattelt. Das Bug- sowie das Heckportal sind dabei drehbar aufgehängt. Die Antriebsmotoren sind nicht wie bei anderen Schienenfahrzeugen unter dem Wagenkasten in Drehgestellen eingebaut, sondern senkrecht stehend an beiden Außenseiten der Portalrahmen angeordnet (siehe das Bild rechts). Die einzelnen Räder werden über Winkelgetriebe angetrieben. Der Kurzzug wird von sechs Antriebsmotoren (an den Mittelportalen, sowie am Heckportal), der Langzug von acht Antriebsmotoren (an den Mittelportalen) mit jeweils 60 kW (erste Serie) bzw. 35 kW (zweite Serie) angetrieben. Die Idee zu diesen Portalfahrwerken, die konstruktiv als umgekehrtes „U“ ausgeführt sind, kam von SGP-Ingenieur Leopold Lenk.
Alle ULF-Züge können die beim Bremsen gewonnene Energie zu einem Gutteil ins Netz zurückspeisen; ihre Antriebsmotoren wirken dabei als Generatoren und wandeln die Bewegungsenergie in elektrische Energie um. Ab dem Jahr 2001 wurden die Wagen ab Werk mit einem dritten Spitzenlicht, Außenspiegel (türseitig) und einem zweiten Blinkerpaar ausgerüstet.
Die zweite Lieferserie der ULF brachte sowohl optische als auch technische Neuerungen mit sich. Die neuen Garnituren besitzen beispielsweise luft- anstelle von wassergekühlten Motoren, Rauchdetektoren und Temperaturfühler, sowie neue Scheinwerfer. Auch das Interieur wurde überarbeitet. Die neuesten Wagen der zweiten Tranche (ab A1 Nummer 92 und B1 Nummer 755) wurden zudem serienmäßig ohne Glasscheibe an der Rückwand der Fahrerkabine ausgeliefert. Parallel dazu wurden aber auch im laufenden Betrieb zahlreiche Umbauten an den Garnituren durchgeführt. So erhielten diese beispielsweise sukzessive eine Videoüberwachung. Um eine Annäherung an die Fahrzeuge der zweiten Tranche zu erreichen, wurden die Typen A und B zudem mit Kunststoffsitzen und orangefarbenen Innen- und Außenanzeigen ausgerüstet. Auch die Typen A1 und B1 erhielten nochmals verbesserte Displays in oranger Farbe. Ebenso wurden in allen Zügen optische und akustische Türschließeinrichtungen nachgerüstet. Bis zur Wagennummer 772 waren die Garnituren mit einer hydraulischen Niveauregulierung ausgestattet, die eine vorher definierte Einstiegshöhe permanent kontrolliert und bei Bedarf ausregelt. Neben der Standardhöhe von 197 mm bestand durch das System auch die Möglichkeit im sogenannten „Winterniveau“ (240 mm) zu fahren. Bei den jüngeren Wagen entfällt diese fehleranfällige Technik zugunsten einer normalen Federung; die Einstiegshöhe dieser Züge liegt einheitlich bei 225 mm. Die Fahrzeuge sind nun mit Außenkameras anstelle von Rückspiegeln im Einsatz.

### Technische Daten
| Daten                     | Type                              | Type                              | Type                              | Type                              |
| ------------------------- | --------------------------------- | --------------------------------- | --------------------------------- | --------------------------------- |
|                           | A                                 | B                                 | A1                                | B1                                |
| Achsfolge                 | 1’A’A’A’                          | 1’A’A’A’A’1’                      | 1’A’A’A’                          | 1’A’A’A’A’1’                      |
| Spurweite                 | 1435 mm                           | 1435 mm                           | 1435 mm                           | 1435 mm                           |
| Fahrzeuglänge             | 24 210 mm                         | 35 470 mm                         | 24 210 mm                         | 35 470 mm                         |
| Fahrzeugbreite            | 2400 mm                           | 2400 mm                           | 2400 mm                           | 2400 mm                           |
| Fahrzeughöhe über SOK     | 3615 mm                           | 3615 mm                           | 3615 mm                           | 3615 mm                           |
| Niederfluranteil          | 100 %                             | 100 %                             | 100 %                             | 100 %                             |
| Fahrwerke                 | radial gesteuerte Portalfahrwerke | radial gesteuerte Portalfahrwerke | radial gesteuerte Portalfahrwerke | radial gesteuerte Portalfahrwerke |
| Max. Achslast             | < 12 t                            | < 12 t                            | < 12 t                            | < 12 t                            |
| Leermasse                 | 30 t                              | 43 t                              | 30 t                              | 43 t                              |
| Höchstgeschwindigkeit     | 70 km/h                           | 70 km/h                           | 70 km/h                           | 70 km/h                           |
| Max. Anfahrbeschleunigung | 1,4 m/s²                          | 1,4 m/s²                          | 1,3 m/s²                          | 1,3 m/s²                          |
| Max. Bremsverzögerung     | 3,0 m/s²                          | 3,0 m/s²                          | 1,8 m/s²                          | 1,8 m/s²                          |
| Versorgungsspannung       | 600 V =                           | 600 V =                           | 600 V =                           | 600 V =                           |
| Antriebsleistung          | 6 × 60 kW                         | 8 × 60 kW                         | 6 × 35 kW                         | 8 × 35 kW                         |

## Ausstattung

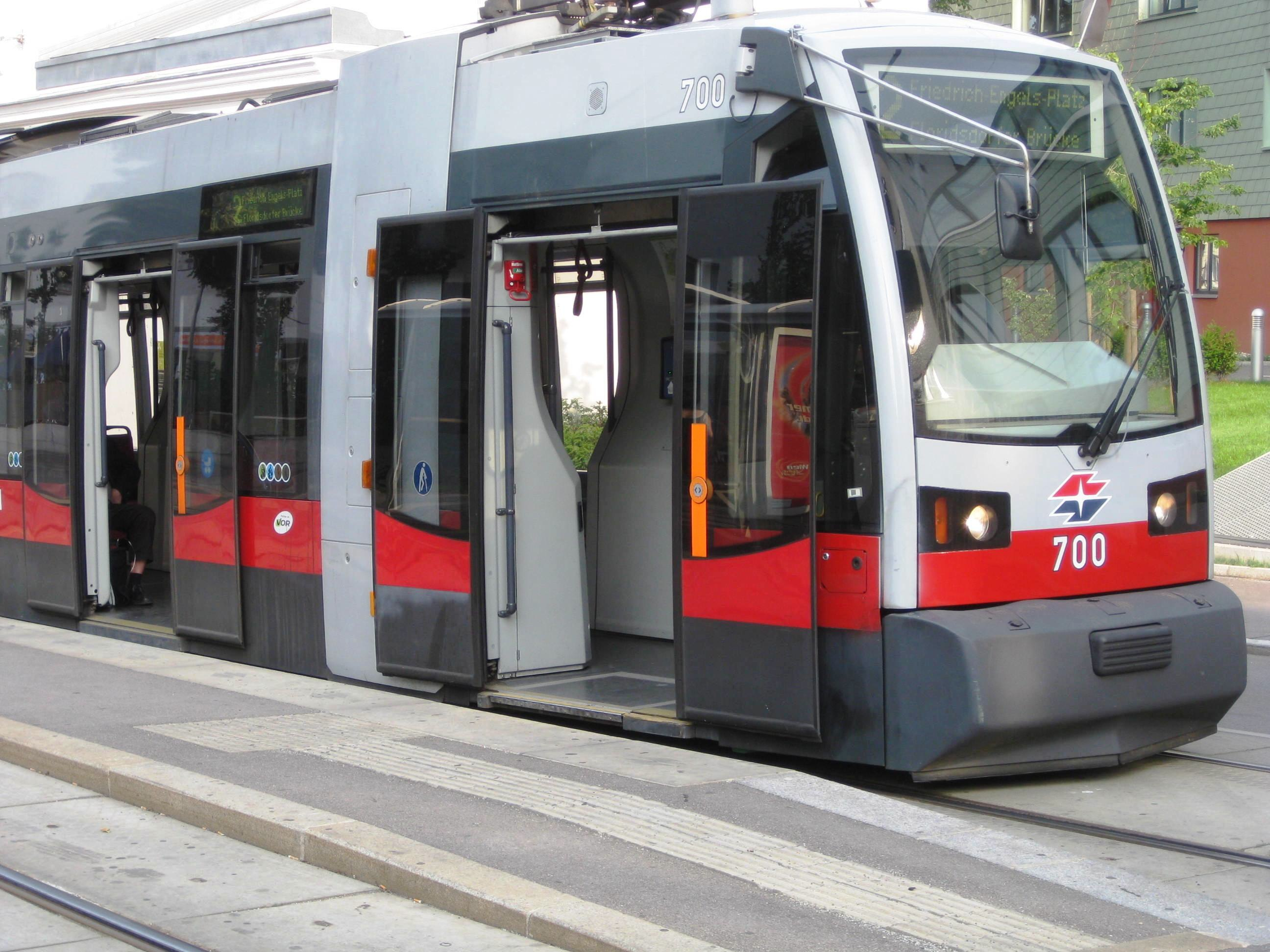
Einstiegssituation beim ULF an einem Haltestellenkap

Jedes Modul verfügt über eine zweiflügelige Schwenkschiebetür, wobei Typ A fünf und Typ B sieben Türen besitzt. Ein Haltewunsch kann nur direkt am jeweiligen Türtaster abgegeben werden. Alle Türen können vom Fahrerplatz auch zentral geöffnet werden. Zur Erleichterung des Einstiegs für Rollstuhlfahrer war bei der vordersten Tür ursprünglich eine elektrische Rampe eingebaut. Außerdem konnte das erste Modul mittels der Hydraulik zur Gänze abgesenkt werden. Später wurden die automatischen Rampen wie auch die Kneeling-Funktion zugunsten von manuellen Klapprampen ausgebaut; jüngere Fahrzeuge wurden von Beginn an entsprechend ausgerüstet.
Die Fahrgastinformation erfolgt über Lautsprecher und digitale Anzeigen, die sowohl im Außen- als auch Innenbereich verbaut sind. Im Außenbereich werden auf den Displays Liniennummer und Fahrtziel, innen zusätzlich die Endstation und der angeforderte Haltewunsch dargestellt. Abhängig vom Auslieferungszeitraum sind diese in LCD-, Flip-Dot-, Flip-Dot/LED- oder reiner LED-Technik ausgeführt. In einzelnen Zügen sind auch sogenannte Infoscreens verbaut. Diese Monitore werden zum Großteil mit redaktionellen Inhalten bespielt; gezeigt werden aber auch die nächsten Haltestellennamen mitsamt Umsteigeverbindungen. Möglichkeit zum Fahrscheinverkauf bietet ein Automat im zweiten Modul; Ticketentwerter sind in jedem zweiten Portal angeordnet.
Wände, Decken und Gelenkdurchgänge wurden mit weißen Kunststoffpaneelen verkleidet, wobei die Deckenelemente wegen des besseren Schallschutzes gelocht ausgeführt sind. Die in rotem Farbton gehaltenen Sitze waren in der Originalausstattung mit einem Textilbezug versehen, wurden jedoch mittlerweile mehrheitlich gegen Kunststoffschalen getauscht. Dieses Modell wurde in den Wagen der zweiten Generation bereits ab Werk verbaut. Um den äußerlichen Abnutzungserscheinungen besser zu begegnen, erhielt der Innenraum der zweiten Serie zudem dunkle Klebe- anstelle von hellen Gussmasse-Fußböden und graue Wandverkleidungen. Die Haltestangen wurden vollständig in Gelb lackiert und sollen Sehbeeinträchtigten die Orientierung erleichtern.
In den Mittelmodulen sind zu beiden Seiten der Türen Plätze für Kinderwagen angeordnet, ein Rollstuhlstellplatz ist im ersten Modul hinter dem Fahrerplatz vorgesehen. Da das Wageninnere ansonsten durchbestuhlt ist und ein klassisches Mehrzweckabteil fehlt, werden in den Langzügen seit 2012 (im zweiten Modul, sowie im Heck) einzelne Sitzplätze ausgebaut.
Die Ausleuchtung des Innenraumes erfolgt bei den Typen A und B durch zwei, bei den Typen A1 und B1 durch ein Lichtband, was durch den höheren Platzbedarf der Klimatechnik begründet ist. Die Wagen der ersten Serie verfügen über eine Heizung, die zu großen Teilen durch die rückgewonnene Bremsenergie versorgt wird; die Garnituren der zweiten Generation wurden mit einer Temperaturabsenkungsanlage ausgestattet. Dabei steht pro Modul ein Klimagerät zum Heizen und Kühlen zur Verfügung.
Der Fahrerplatz befindet sich in einer geschlossenen Kabine und ist gegenüber dem Fahrgastraum erhöht. Er wurde nach ergonomischen Gesichtspunkten gestaltet. So sind Sollwertgeber und häufig verwendete Funktionstasten in die Armauflagen integriert. Am Heck des Fahrzeugs befindet sich ein Hilfsfahrerstand zum Rangieren.

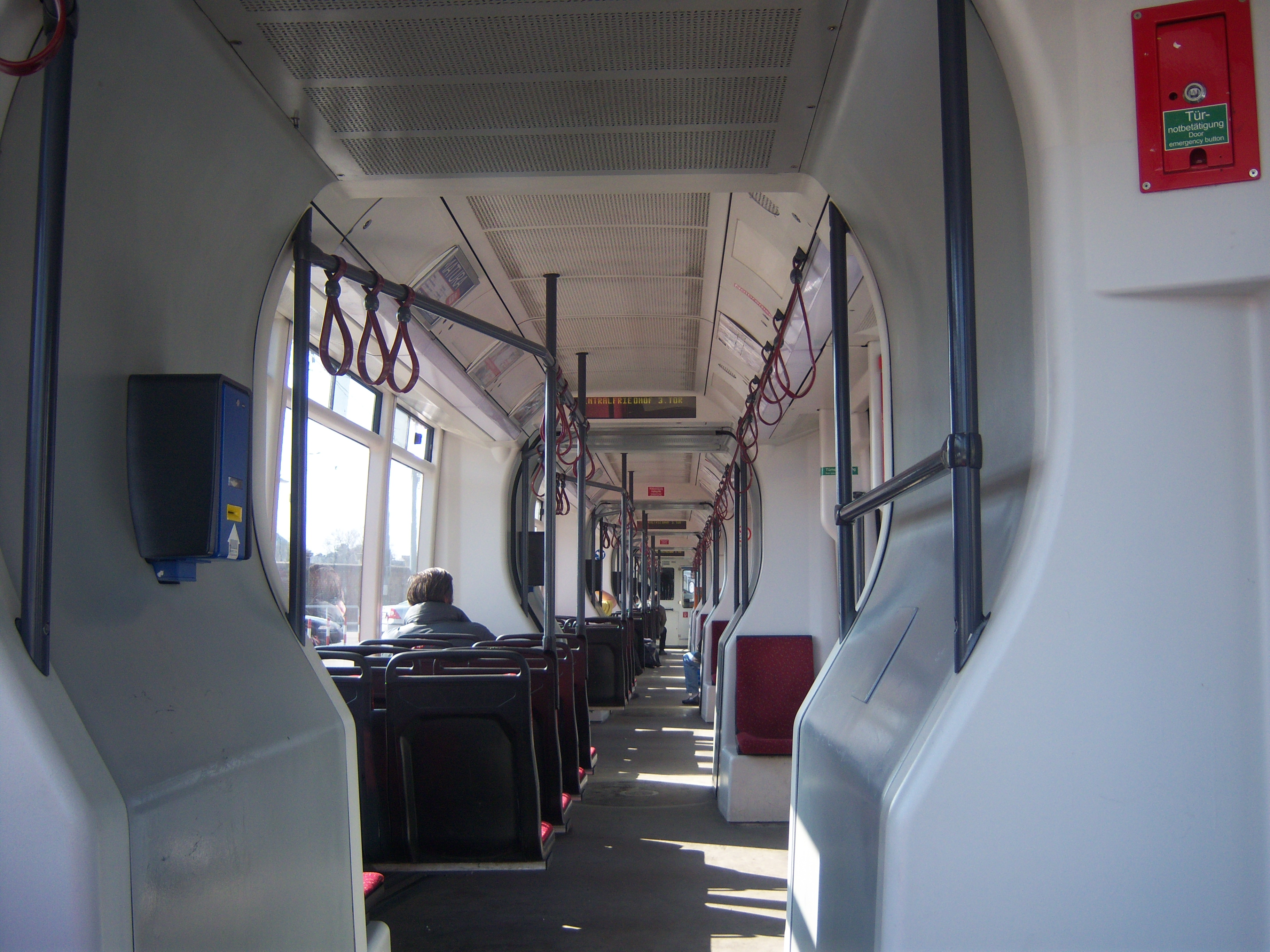
Innenraum der ersten Fahrzeugserie, vor der Modernisierung (Type B)
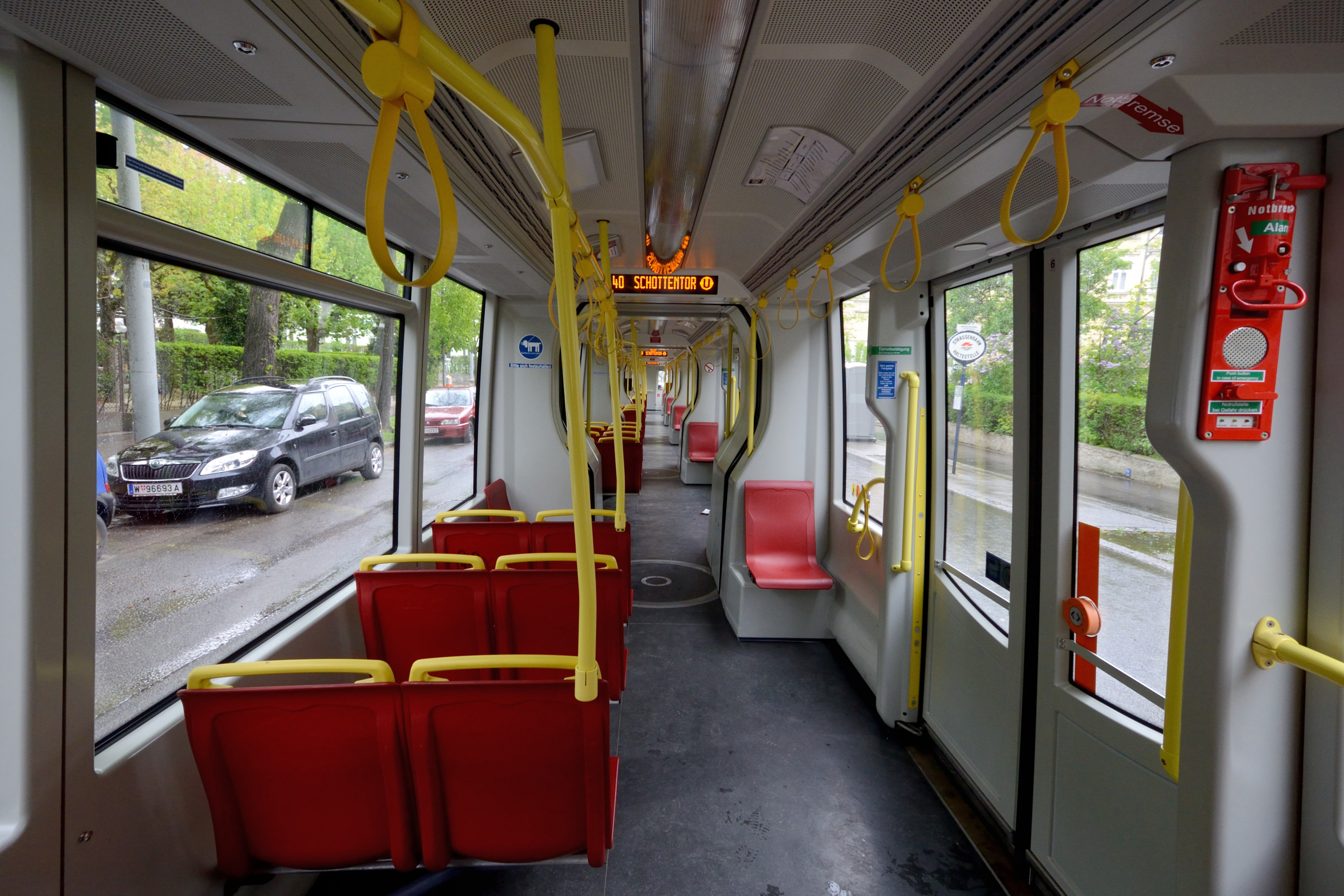
Innenraum der zweiten Fahrzeugserie (Type B1)

| Type | Sitzplätze | Stehplätze | Kinderwagen | Rollstühle |
| ---- | ---------- | ---------- | ----------- | ---------- |
| A/A1 | 42         | 94         | 3           | 1          |
| B/B1 | 66         | 141        | 5           | 1          |

## Wagenstand

### Wien
Die Fahrzeugtype wurde für die Wiener Linien auf deren Wunsch hin in zwei Baulängen, dem sogenannten Kurzzug (24 Meter lang, Type A) und dem Langzug (35 Meter lang, Type B) ausgeliefert. Die Wiener Linien erwarben ihre 332 Wagen wie folgt:
| Serie        | Type Baujahr             | Nummerierung | Anzahl |
| ------------ | ------------------------ | ------------ | ------ |
| Prototypen   | Kurzzug Typ A 1995       | 1            | 1      |
| Prototypen   | Langzug Typ B 1995       | 601          | 1      |
| Erste Serie  | Kurzzug Typ A 1997–2005  | 2–51         | 50     |
| Erste Serie  | Langzug Typ B 1998–2005  | 602–701      | 100    |
| zweite Serie | Kurzzug Typ A1 2007–2015 | 52–131       | 80     |
| zweite Serie | Langzug Typ B1 2009–2017 | 702–801      | 100    |
| Gesamtanzahl | Gesamtanzahl             | Gesamtanzahl | 332    |

### Oradea
Die in Oradea eingesetzten Züge entsprechen optisch und technisch der Wiener Type A1.
| Type Baujahr             | Nummerierung | Anzahl |
| ------------------------ | ------------ | ------ |
| Kurzzug Typ A1 2008/2009 | 50–59        | 10     |
| Gesamtanzahl             | Gesamtanzahl | 10     |

## Kritik und Probleme
Mit der konstruktionsbedingt hohen Wartungsintensität der Wagentype ULF befasste sich der Rechnungshofbericht „Wartung und Instandsetzung der Niederflurstraßenbahnen.“ Die stichprobenweise Überprüfung der Thematik erfolgte im Betrachtungszeitraum 2007 bis 2009.
Die Prüfer kamen zu dem Urteil, „dass der Problematik der häufigen Störungen und Mängel (vor allem betreffend die Portalfahrwerke, die Hydraulik, die Umformer, die Sandstreueinrichtungen und die Räder), der uneinheitlichen Wartungspläne sowie der ungeklärten Garantiefragen und den daraus resultierenden Folgekosten und Folgeerscheinungen (z. B. lange Stehzeiten, nicht einsatzbereite Niederflurstraßenbahnen vom Typ ULF im Ausmaß von rd. 25 %) zu wenig Bedeutung beigemessen wurde.“
In den Jahren 2008 bis 2011 kam es außerdem zu Brandvorfällen bzw. Rauchentwicklungen in den Zügen, wobei niemand verletzt wurde. Die Wiener Zeitung zitierte in diesem Zusammenhang einen namentlich nicht genannten Techniker, der diese Vorkommnisse auf einen „grundsätzlichen Konstruktionsfehler“ zurückführte: „Das passiert bei den ULF permanent. Mal läuft nur Hydrauliköl aus, mal kommt es zu Verrauchungen – und manchmal auch zu richtigen Bränden.“ In der Folge wurden bei allen Fahrzeugen die ursächlichen Mängel behoben. Im Hinblick auf die Ereignisse wies das Verkehrsministerium erneut auf die fehlende Fluchtmöglichkeit durch die Fenster und die Brisanz eines Brandes aufgrund des hohen Kunststoffanteils der Garnituren hin.
Weiters wurden in den vergangenen Jahren die Hydraulikpumpen, Schläuche als auch Zylinder, welche dafür sorgten, dass sich der ULF je nach Jahreszeit dem Niveau anpassen konnte, ausgebaut, da diese zu reparaturanfällig waren. Fest verbaute starre Eisenstangen im Inneren vom ULF wurden stattdessen eingesetzt, was dazu geführt hat, dass der ULF nicht mehr durch seine niedrigste Einstiegshöhe punkten kann. Aufgrund der mittlerweile flächendeckend errichteten Haltestelleninseln ist allerdings die Absenkfunktion auf geringstes, behindertengerechtes Einstiegsniveau nicht mehr erforderlich.